# Frederik Ruysch

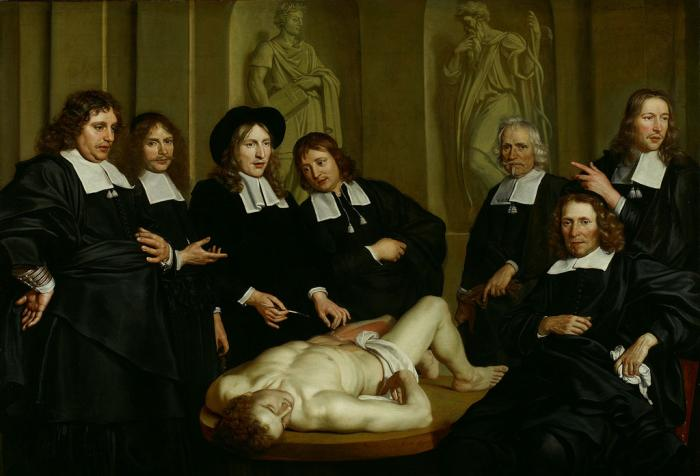
De anatomische les door Dr Ruysch, geschilderd door Adriaen Backer

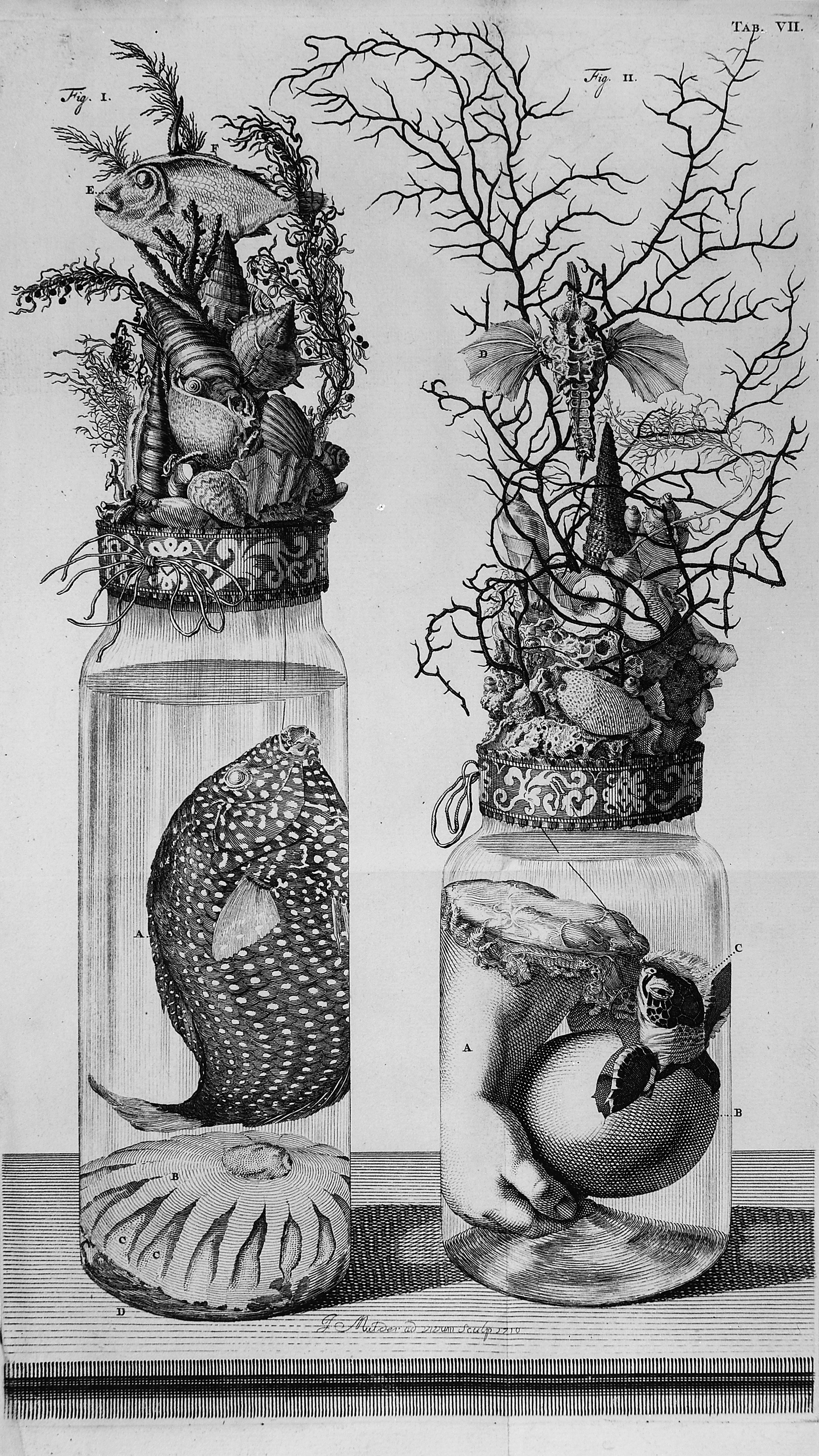
Preparaten

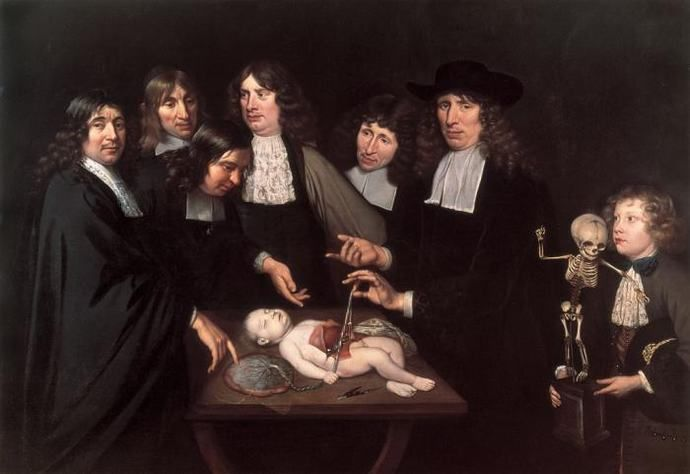
Ontleden van een baby, geschilderd door Jan van Neck (1683) De anatomische les van Dr. Frederick Ruysch. Amsterdam Museum

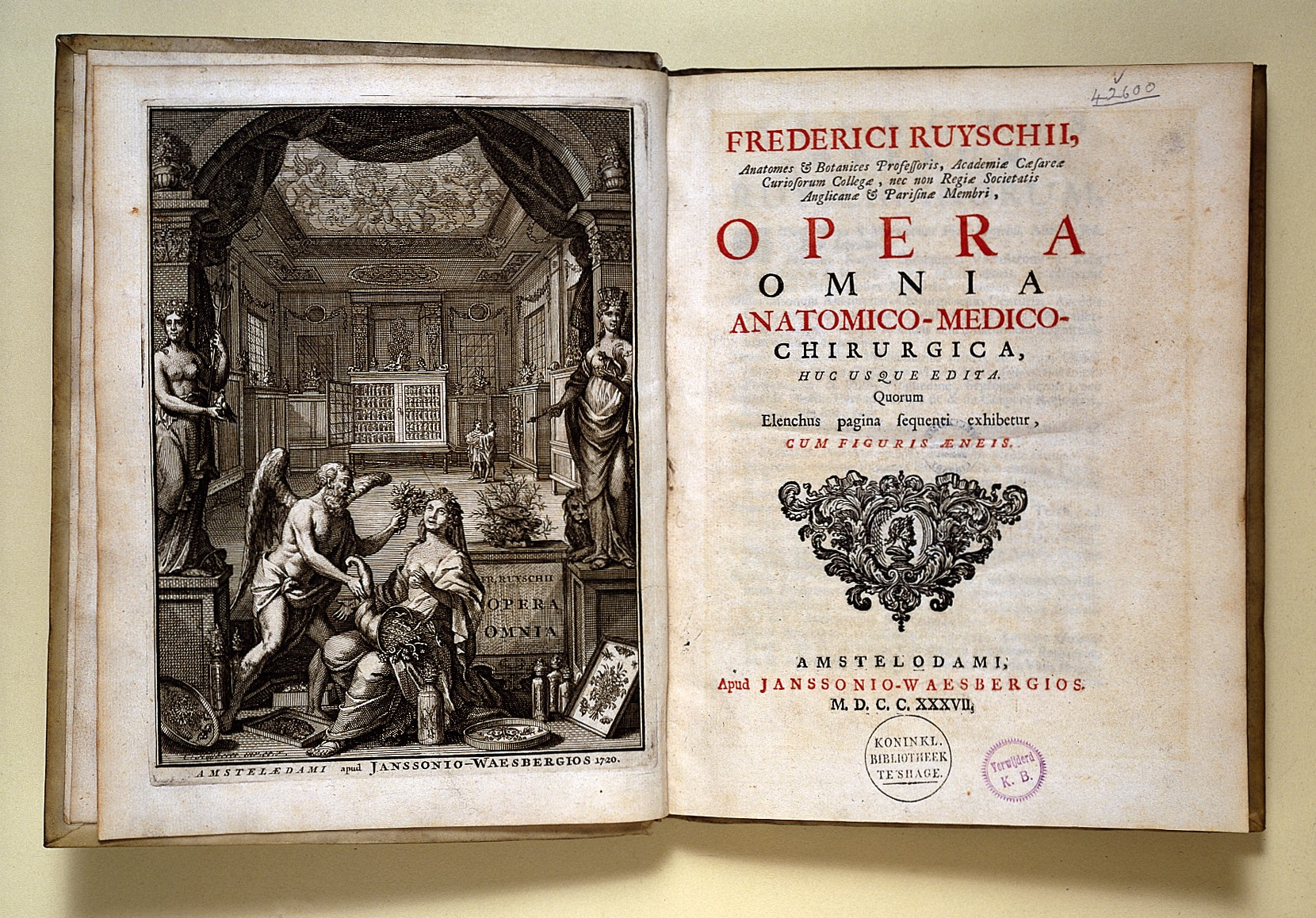
Titelplaat en -pagina Opera omnia anatomico-medico chirurgic, 1737

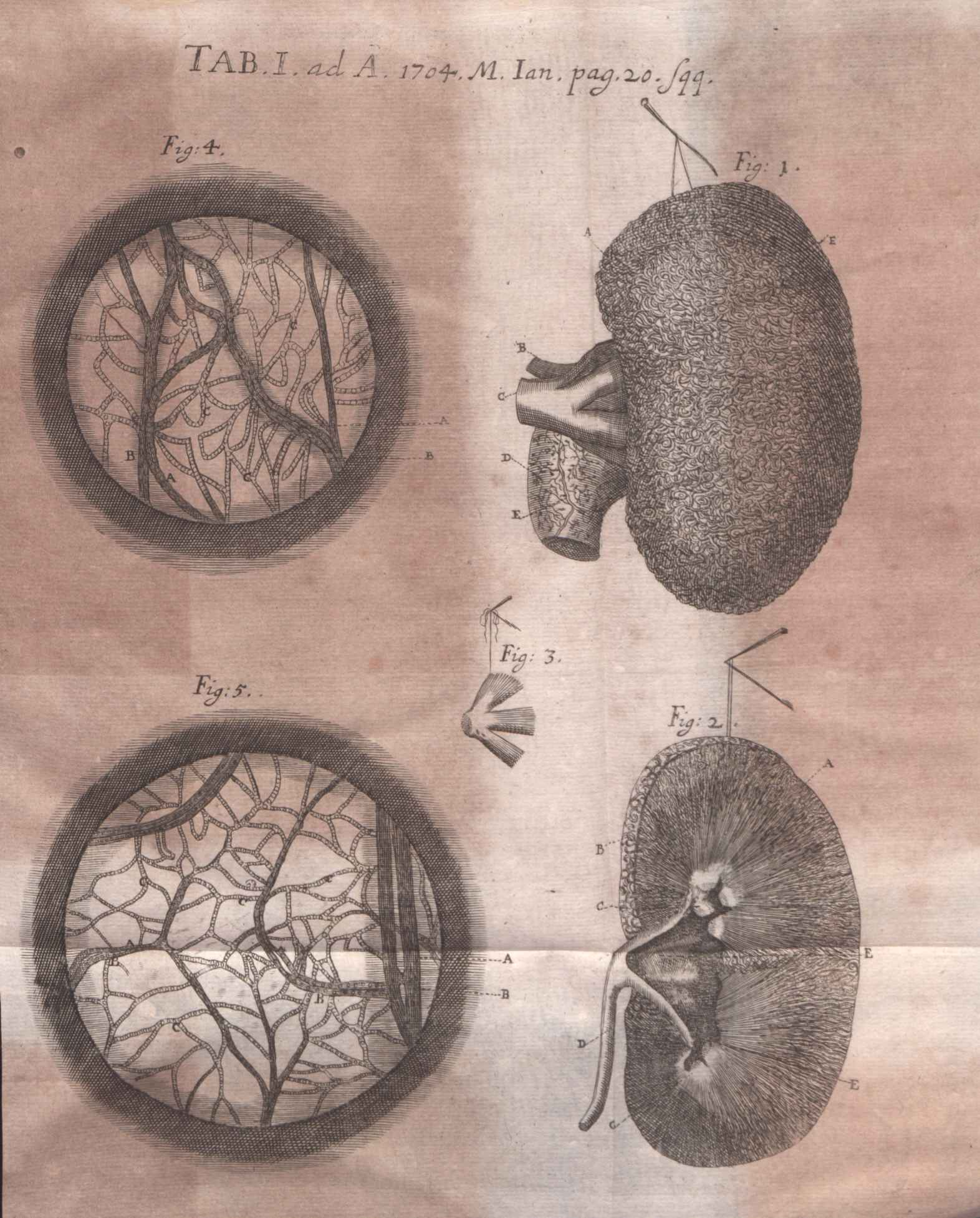
Illustratie uit de recensie a Thesaurus anatomicus (Acta eruditorum, 1704)

Frederik Ruysch (Den Haag, 23 maart 1638 – Amsterdam, 22 februari 1731) was een Nederlandse anatoom, zoöloog en botanicus die het anatomisch ontleden en prepareren tot wetenschappelijke kunst verhief. Hij ontwikkelde nieuwe conserveringstechnieken en vervaardigde duizenden anatomische preparaten, zodat het menselijke lichaam beter kon worden bestudeerd en belangrijke nieuwe medische kennis werd opgedaan. Ruysch hervormde het onderwijssysteem voor vroedvrouwen in Amsterdam door een examen verplicht te laten stellen. Verder is hij bekend door de ontdekking van kleppen in het lymfevatenstelsel en de arteria centralis oculi de slagader van het oog. Hij was professor anatomie en hoogleraar plantkunde in Amsterdam en een van de belangrijkste anatomen in de 17e en 18e eeuw.

## Biografie
Ruysch groeide op in Den Haag aan het eind van de Tachtigjarige Oorlog en de beginperiode van de wereldwijde ontdekkings- en veroveringstochten van de Verenigde Oost-Indische Compagnie en West-Indische Compagnie. Zijn vader kwam uit gegoede kring en was ambtenaar in dienst van de Staten van Holland, maar stierf toen Ruysch zes jaar oud was, zodat het inkomen krap was. Ruysch ging daarom op jonge leeftijd werken, als apothekersleerling, waar hij met plantenleer in aanraking kwam. Hij studeerde in Franeker en nam in 1660 een apotheek over die gunstig werd aangeboden. Na het behalen van zijn gilde-diploma in 1661, kon hij als apotheker medicijnen bereiden en verkopen. Ruysch was gefascineerd door anatomie en leerde zichzelf het ontleden van lijken. Daarnaast ging hij heelkunde studeren in Leiden bij Le Boë Sylvius en Joannis van Horne. Medestudenten waren Niels Stensen, Jan Swammerdam en Reinier de Graaf. Hij trouwde in 1661 met de 18-jarige Maria Post, dochter van de Haagse architect Pieter Post. In 1664 promoveerde hij op het onderwerp pleuritis (borstvliesontsteking). Na zijn studie vestigde hij zich als arts in Den Haag.
Ruysch werd, nadat hij de klapvliezen (kleppen) ontdekte in de lymfevaten, waarover hij in 1665 publiceerde, in 1666 gevraagd anatomisch onderwijs te gaan geven in Amsterdam. De onderwijstaak bestond uit het aanschouwelijk ontleden van lijken in een zogenaamd anatomisch theater, of Theatrum Anatomicum, en het geven van theorielessen. Drijvende kracht was de arts Nicolaes Tulp, die deel uitmaakte van het stadsbestuur. De benoeming van Ruysch paste in het streven van het stadsbestuur om de medische zorg in de snel groeiende stad te verbeteren. In 1668 werd hij door het stadsbestuur benoemd tot hoogleraar anatomie en werd een van de eersten die vergelijkende anatomie beoefende. Het gezin Ruysch betrok een pand in de Spuistraat, maar bezat ook een pand aan de Kloveniersburgwal, niet ver van de Waag, waar het chirurgijnsgilde was gevestigd en het onderwijs plaatsvond.
In hetzelfde jaar werd Ruysch door het stadsbestuur ook benoemd tot stadsvroedmeester met de opdracht het onderwijs aan vroedvrouwen te organiseren, een examen werd verplicht gesteld voor de uitoefening van het beroep. Daardoor verbeterde de kwaliteit van het werk en het maatschappelijk aanzien. In 1685 werd hij professor plantkunde aan het Athenaeum Illustre en gaf les aan chirurgijns en apothekers en hun leerlingen. De nieuwe verdiensten stelden het dan negen-koppige gezin in staat een pand te kopen aan de Bloemgracht 15. In 1698 stelde de Amsterdamse burgemeester en scheepsbouwer Nicolaes Witsen hem voor aan een belangrijke gast, tsaarPeter de Grote, aan wie Ruysch een gedeelte van zijn verzameling preparaten verkocht, waarna hij opnieuw begon te verzamelen. Hij correspondeerde met de tsaar over het verzamelen en bewaren van vlinders en hagedissen en hij leerde hem hoe de tanden van zijn onderdanen te trekken.
Ruysch was ook de ontdekker van het orgaan van Jacobson in slangen.
Ruysch is in 1683 geschilderd door Jan van Neck, terwijl hij een zuigeling prepareert. Op het schilderij is ook zijn zoon Hendrick afgebeeld, die op latere leeftijd assisteerde. Hij was de vader van Rachel Ruysch, een schilderes van bloemstillevens. Zij werkte voor hem en hielp bij het presenteerbaar maken van preparaten en potten en bij het samenstellen van de stillevens. Ruysch publiceerde samen met Herman Boerhaave die gezien wordt als een van de grondleggers van het moderne westerse geneeskundig onderwijs en het academische ziekenhuis. Verder publiceerde hij het werk van de botanici Jan en Caspar Commelin. In 1727 kwam de Zwitsers Albrecht von Haller langs, die in Leiden studeerde. Ruysch werd 92 jaar en is begraven vanuit zijn huis aan Bloemgracht 15.

## Collecties - Museum Anatomicum Ruyschianum
Ruysch had, deels samen met Jan Swammerdam nieuwe conserveringstechnieken ontwikkeld door gebruik van alkohol en het inspuiten van was. Door de (gekleurde) wasinjecties behielden anatomische delen hun natuurlijke vorm en kleur. Deze technieken werden steeds verder ontwikkeld en verfijnd. Ruysch vervaardigde duizenden anatomische preparaten van mensen en dieren en gaf deze op een bijzondere manier vorm. Hij bouwde anatomisch-natuurkundige verzamelingen op en stelde deze ten toon in kasten, cabinet genoemd. Zijn doel was, het macabere zo te presenteren dat het afkeer wegnam en interesse wekte. De collecties werden opengesteld voor het publiek en werden al snel bekend. Ze waren van groot wetenschappelijk belang maar ook een toeristische trekpleister. Sommige preparaten zijn door moderne medici als curieus en onethisch bestempeld. In 1691 stelde Ruysch een gedetailleerde catalogus samen van zijn preparaten en gaf deze in twee talen uit: in het Latijn voor wetenschappers en in het Nederlands voor leergierige leken. In de voorrede van zijn boek Tesarum Animalium gaf hij een beknopt overzicht van zijn kabinet. In de jaren 1700-1728 gaf Ruysch onder de titel: Thesaurus of Adversaria gedetailleerde beschrijvingen van zijn nieuwe verzamelingen uit.
In 1710 stonden bij Ruysch ongeveer 1300 flessen opgesteld met preparaten, vijftien kabinetten met dieren in 1600 flessen, 1000 dozen met vlinders, sprinkhanen, kevers en zeegewassen. In 180 flessen zaten zeldzame vogels en er waren 39 herbaria, geplet tussen papier. In schuifladen zaten horentjes en schelpen. Zijn verzameling dode kinderen was opmerkelijk. Ruysch prepareerde ongeveer duizend lijken, ondanks zijn angst een ziekte op te lopen. Zijn geheim, een liquor balsamicus, wilde Ruysch aan niemand verkopen.
In 1717 verkocht Ruysch zijn tweede verzameling, alsmede zijn methode van prepareren, aan Peter de Grote, die daar 30.000 gulden voor had geboden. Ter vergelijking, Ruysch verdiende met zijn hoogleraarschap plantkunde ongeveer 850 gulden per jaar. De apotheker Albertus Seba, die zijn verzameling ook aan Peter de Grote had verkocht, was de initiatiefnemer van de levering. Ruysch kreeg waarschijnlijk spijt, want hij weigerde aan de verzending mee te werken, zodat Seba er een notaris moest bijhalen. De lading van zestig kisten werd verdeeld over twee schepen en arriveerde in 1718 in Sint Petersburg. De door Peter de Grote verworven verzameling was de eerste collectie die werd tentoongesteld in het museum Kunstkamera in Sint Petersburg en is daar voor een deel nog steeds te bezichtigen. Een groot deel ging bij een brand in 1747 verloren.

## Werken
- Disputatio medica inauguralis de pleuritide. Dissertatie, Leiden, 1664.
- Dilucidatio valvularum in vasis lymphaticis et lacteis. Hagae-Comitiae, ex officina H. Gael, 1665; Leiden, 1667; Amsterdam, 1720. 2. Aufl. 1742.
- Museum anatomicum Ruyschianum, sive catalogus rariorum quae in Authoris aedibus asservantur. Amsterdam, 1691. 2. Aufl. 1721; 3. Aufl. 1737.
- Catalogus Musaei Ruyschiani. Praeparatorum Anatomicorum, variorum Animalium, Plantarum, aliarumque Rerum Naturalium. Amsterdam: Janssonio-Waesbergios, 1731.
- Observationum anatomico-chirurgicarum centuria. Amsterdam, Booom, 1691; 2e druk 1721; 3e druk 1737.
- Epistolae anatomicae problematicae. 14 delen. Amsterdam, 1696-1701.
- Het eerste Anatomisch Cabinet. Amsterdam, Johan Wolters, 1701.
- Thesaurus anatomicus. 10 Delen. Amsterdam, Johan Wolters, 1701–1716.
- Adversarium anatomico-medico-chirurgicorum decas prima. Amsterdam 1717.
- Curae posteriores seu thesaurus anatomicus omnium precedentium maximus. Amsterdam, 1724.
- Thesaurus animalium primus. Amsterdam, 1728. 18: Amsterdam, 1710, 1725.
- Curae renovatae seu thesaurus anatomicus post curas posteriores novus. Amsterdam, 1728.
- Samen met Herman Boerhaave: Opusculum anatomicum de fabrica glandularum in corpore humano. Leiden, 1722; Amsterdam, 1733.
- Tractatio anatomica de musculo in fundo uteri. Amsterdam, 1723.
- Opera omnia. 4 delen. Amsterdam, 1721.
- Opera omnia anatomico-medico-chirurgica huc usque edita. 5 delen. Amsterdam, 1737.
- Herbarivm Rvyschianvm, in Mvsei Imperialis Petropolitani, deel 1, pars secvnda. Petropolitanae, 1745.

## Roman over Frederik Ruysch

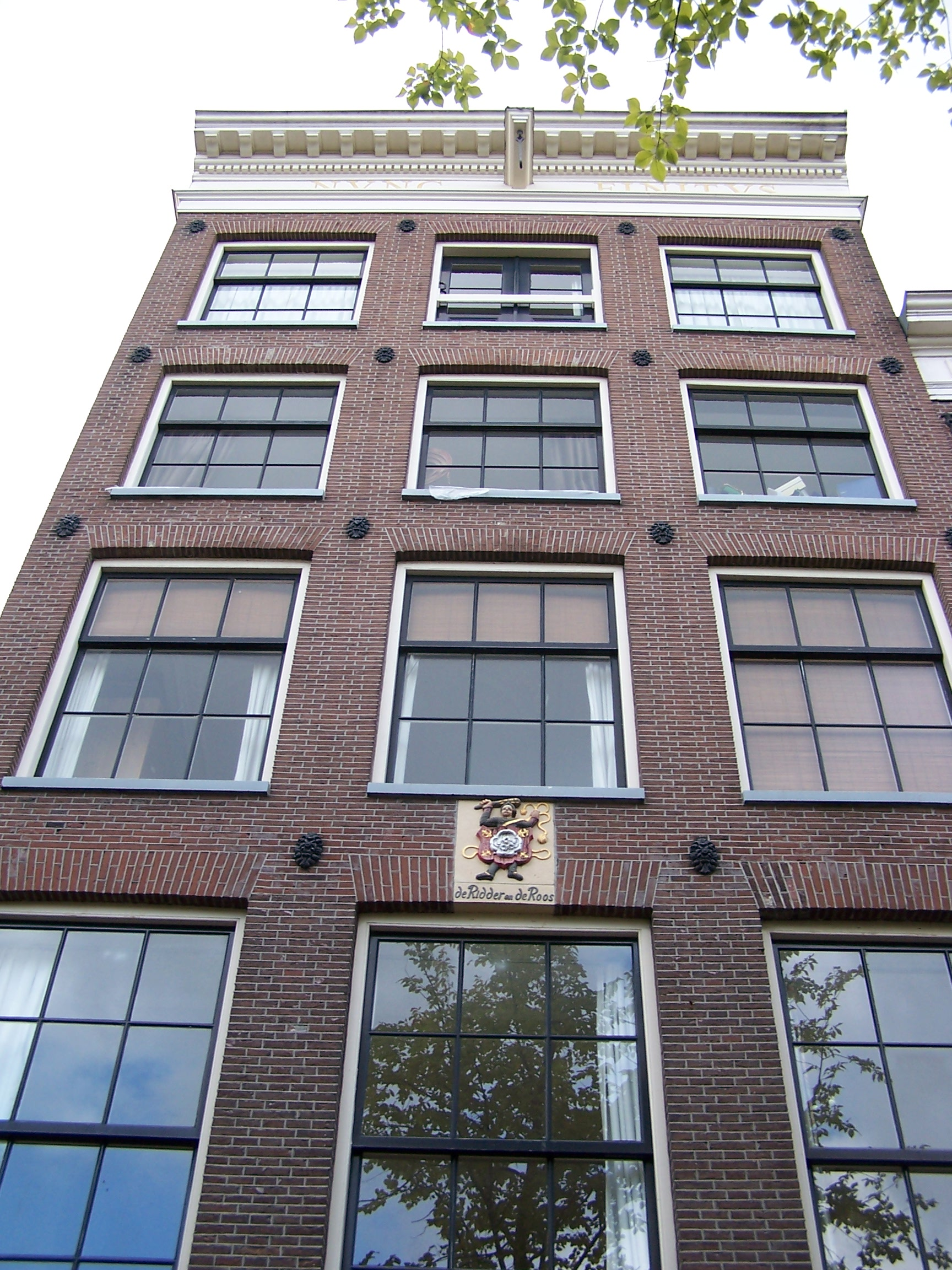
Woonhuis Bloemgracht 15. Ruysch was ook die eigenaar van de buurpanden

- Vingers van marsepein. Roman door Rascha Peper. 2008. Leeftijd vanaf 12 jaar.

## Trivia
In Amsterdam is in 1884 een straat in de Weesperzijdestrook met de naam derde Boerhaavestraat herbenoemd in Ruyschstraat.

## Over Frederik Ruysch
- Otto P. Bleker (2006), Een vroedvrouw gaat 'uyt roeyen'. Over Willemtje Cloppenburg en Frederik Ruysch, in: Geschiedenis der Geneeskunde; 2006; 11: pp. 149-156.
- Jozien Driessen (1996), Tsaar Peter de Grote en zijn Amsterdamse vrienden.
- Jozien J. Driessen-Van het Reve,(2006) De Kunstkamera van Peter de Grote. De Hollandse inbreng, gereconstrueerd uit brieven van Albert Seba en Johann Daniel Schumacher uit de jaren 1711-1752.
- Luuc Kooijmans,  De doodskunstenaar. De anatomische lessen van Frederik Ruysch, Uitgeverij Bert Bakker, Amsterdam 2004
- Julie V. Hansen, Resurrecting death: anatomical art in the cabinet of Dr. Frederik Ruysch, The Art Bulletin 78 (1996), pp. 663-680
- Gijsbert M. van de Roemer, Het lichaam als borduursel: kunst en kennis in het anatomisch kabinet van Frederick Ruysch. In: Ann-Sophie Lehmann, Herman Roodenburg (eds.), Body and Embodiment in Netherlandish Art/Lichaam en lichamelijkheid in de Nederlandse kunst, Zwolle, 2008, pp. 217-240
- Geloof alleen je eigen ogen. Een actuele kijk op de anatomische preparaten van Frederik Ruysch (1638-1731) door Otto P. Bleker, Jozien J. Driessen van het Reve, Cisca Griffioen, Luuc Kooijmans (inleiding), Willem J. Mulder, Roelof-Jan Oostra, Anna B. Radzjoen, Joeri K. Tsjistov (voorwoord) en Frank F.A. IJpma. Hilversum, Uitgeverij Lias, 2017. 256 p. ISBN 978 90 8803 089 5
- Frederik Ruysch - Op het snijvlak van kunst en wetenschap door Luuc Kooijmans.